# 土井健司
土井 健司（どい けんじ、1962年2月9日 - ）は、日本の神学者、関西学院大学教授。

## 経歴
京都府出身。関西学院大学神学部卒業。同大学院神学研究科修士課程聖書神学専攻修了、京都大学大学院文学研究科博士後期課程（キリスト教学）中退。玉川大学文学部助教授、2002年関西学院大学神学部助教授、教授。
1995年「神認識とエペクタシス - ニュッサのグレゴリオスによるキリスト教的神認識論の形成」で京都大学博士（文学）。98年同書により中村元賞受賞。関西学院大学神学博士。

## 著書
- 『神認識とエペクタシス ニュッサのグレゴリオスによるキリスト教的神認識論の形成』（創文社） 1998.2
- 『「わたし」は如何にして「わたし」であるのか』（DTP出版、「人間の研究」講義用テキスト） 2002.4
- 『キリスト教を問いなおす』 (ちくま新書)  2003.8
- 『古代キリスト教探訪 - キリスト教の春を生きた人びとの思索』（新教出版社） 2003.12
- 『愛と意志と生成の神 オリゲネスにおける「生成の論理」と「存在の論理」』（教文館） 2005.4
- 『司教と貧者 - ニュッサのグレゴリオスの説教を読む』（新教出版社） 2007.5
- 『キリスト教は戦争好きか キリスト教的思考入門』（朝日新聞出版） 2012.4
- 『救貧看護とフィランスロピア: 古代キリスト教におけるフィランスロピア論の生成』（創文社） 2016.4

### 共編著
- 『現代を生きるキリスト教 もうひとつの道から』（芦名定道, 辻学共著、教文館） 2000.2
- 『宗教と生命倫理』（小松美彦共編、ナカニシヤ出版、叢書倫理学のフロンティア） 2005.5
- 『自死と遺族とキリスト教：「断罪」から「慰め」へ、「禁止」から「予防」へ』（新教出版社） 2015.6
- 『1冊でわかるキリスト教史』（監修、久松英二, 村上みか, 芦名定道, 落合建仁共著、日本キリスト教団出版局） 2018.3
- 『キリスト教神学命題集: ユスティノスからJ.コーンまで』（土井健司, 村上みか, 芦名定道, 島田由紀共監修、日本基督教団出版局） 2022.3
- 『コロナ禍とトリアージを問う：社会が命を選別するということ』（田坂さつき, 加藤泰史共著、青弓社） 2022.5

## 翻訳
- 『アウグスティヌス神学における歴史と社会』（R・A・マーカス、宮谷宣史共訳、教文館） 1998.7
- 『天を仰ぎ、地を歩む ローマ帝国におけるキリスト教世界の構造』（C・マルクシース、教文館） 2003.7
- 『グノーシス』（C・マルクシース、教文館） 2009.4

## 参考
- 著書掲載略歴
- 関西学院大学:http://www.kwansei.ac.jp/s_theology/s_theology_000835.html
- 『キリスト教年鑑 2015年版』（キリスト新聞社） 2015